# Gråhuvad kejsarduva
Gråhuvad kejsarduva (Ducula radiata) är en fågel i familjen duvor inom ordningen duvfåglar.

## Utbredning och systematik
Fågeln förekommer i bergsskogar på Sulawesi. Den behandlas som monotypisk, det vill säga att den inte delas in i några underarter.

## Status
IUCN kategoriserar arten som livskraftig.